# 科爾頓 (紐約州普查規定居民點)
科爾頓（英語：Colton）是位於美國紐約州聖羅倫斯縣的普查規定居民點。

## 人口
根據2020年美國人口普查的數據，科爾頓的面積為4.56平方千米，當中陸地面積為4.29平方千米，而水域面積為0.27平方千米。當地共有人口348人，而人口密度為每平方千米76.32人。